# Gallapfel

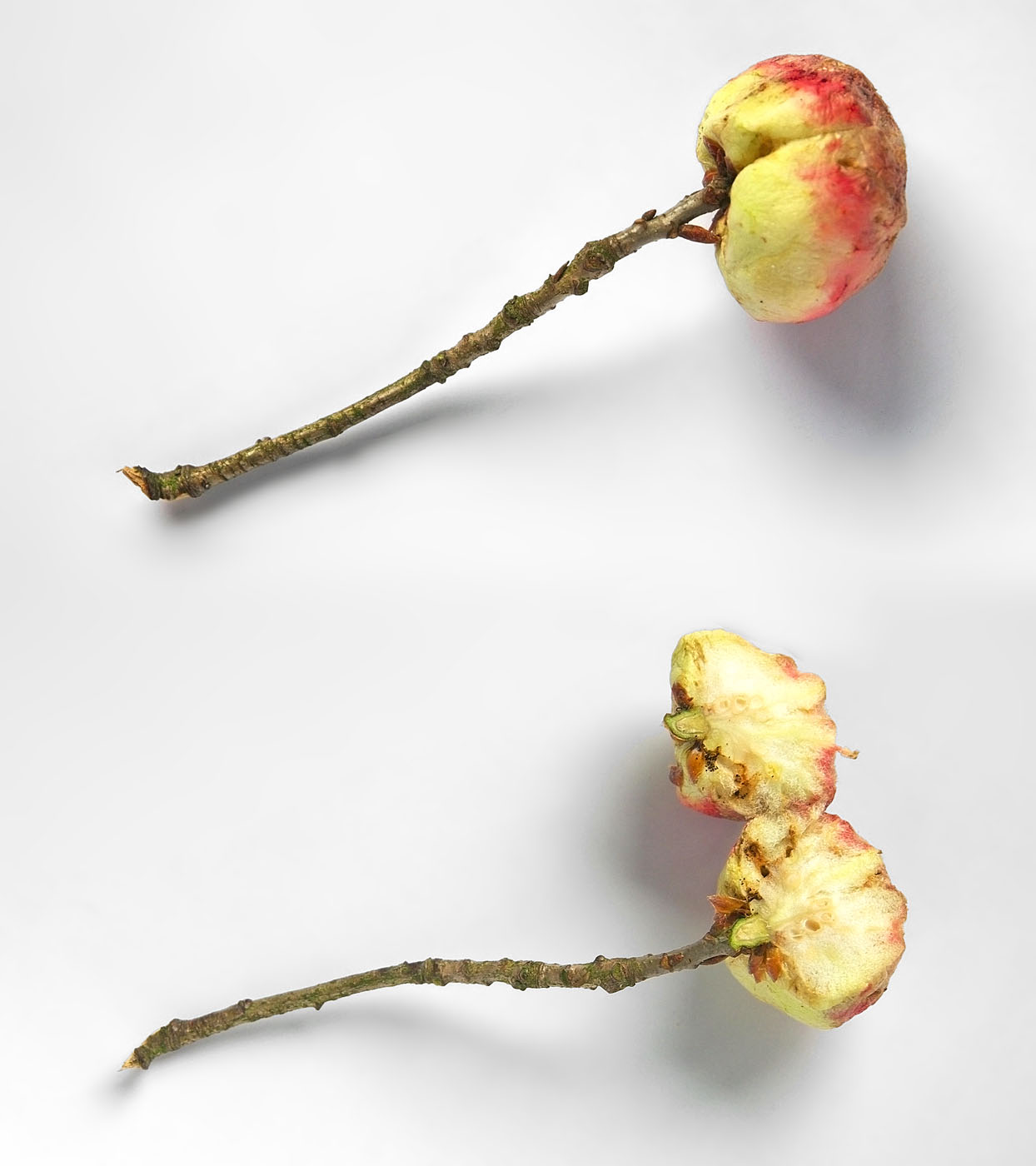
Gallapfel an Stängel, unversehrt und aufgeschnitten

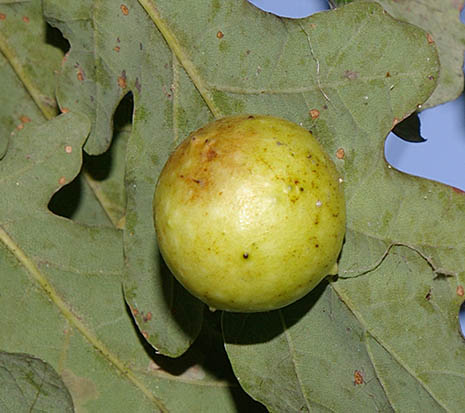
Gallapfel an einem Blatt

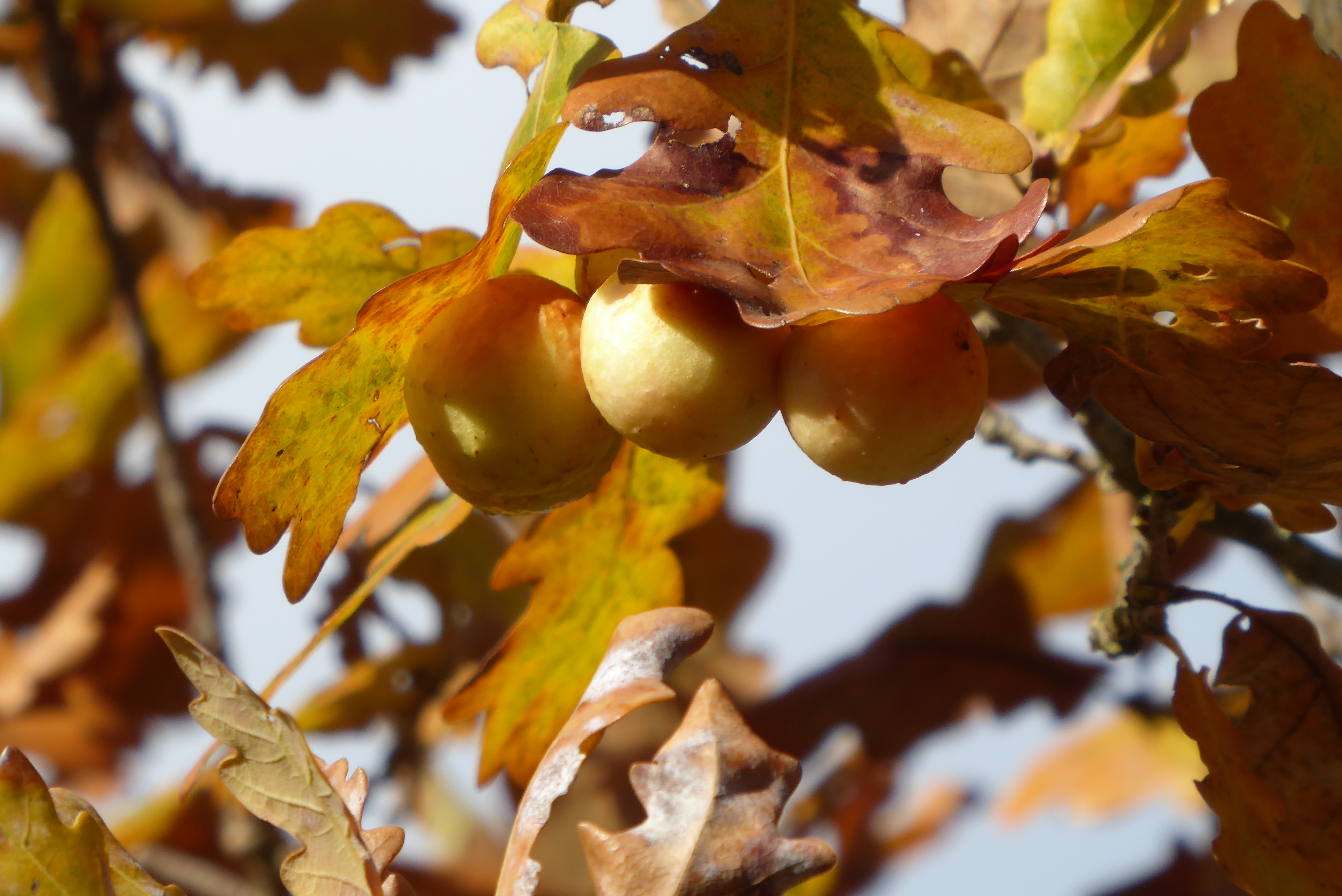
Galläpfel auf einem Eichenblatt

Der rundliche Gallapfel, auch Eichengalle, Eichengallapfel und Blattgalle (von lateinisch galla) sowie Eichapfel genannt, ist eine meist gerbstoffhaltige Pflanzengalle, eine Wucherung, die im Herbst an der Unterseite von Eichenblättern, insbesondere von Quercus infectoria, aber auch von der Traubeneiche und der Stieleiche, vorkommt. Er entsteht durch abgelegte befruchtete Eier von Gallwespen (Cynipidae), etwa der Gemeinen Eichengallwespe (Cynips quercusfolii).
Im Inneren des Gallapfels befindet sich eine Larve, aus der im Herbst dann das immer weibliche Insekt ausschlüpft, welches je ein unbefruchtetes Ei in den Vegetationskegel der Eichenknospe legt. Dieses überwintert dort und bildet ab dem Frühling Knospengallen (Taschenbergii-Gallen), aus denen dann im Juni sowohl Männchen als auch Weibchen der Eichengallwespe schlüpfen. Die befruchteten Weibchen legen dann wieder Eier mit Hilfe des Legestachels in eine Blattader des Eichenblattes ab. Durch eine Abwehrreaktion der Eiche entsteht um die Legestelle die krankhafte Wucherung, die aufgrund der Kugelform Gallapfel genannt wird.

## Gewerbliche Nutzung

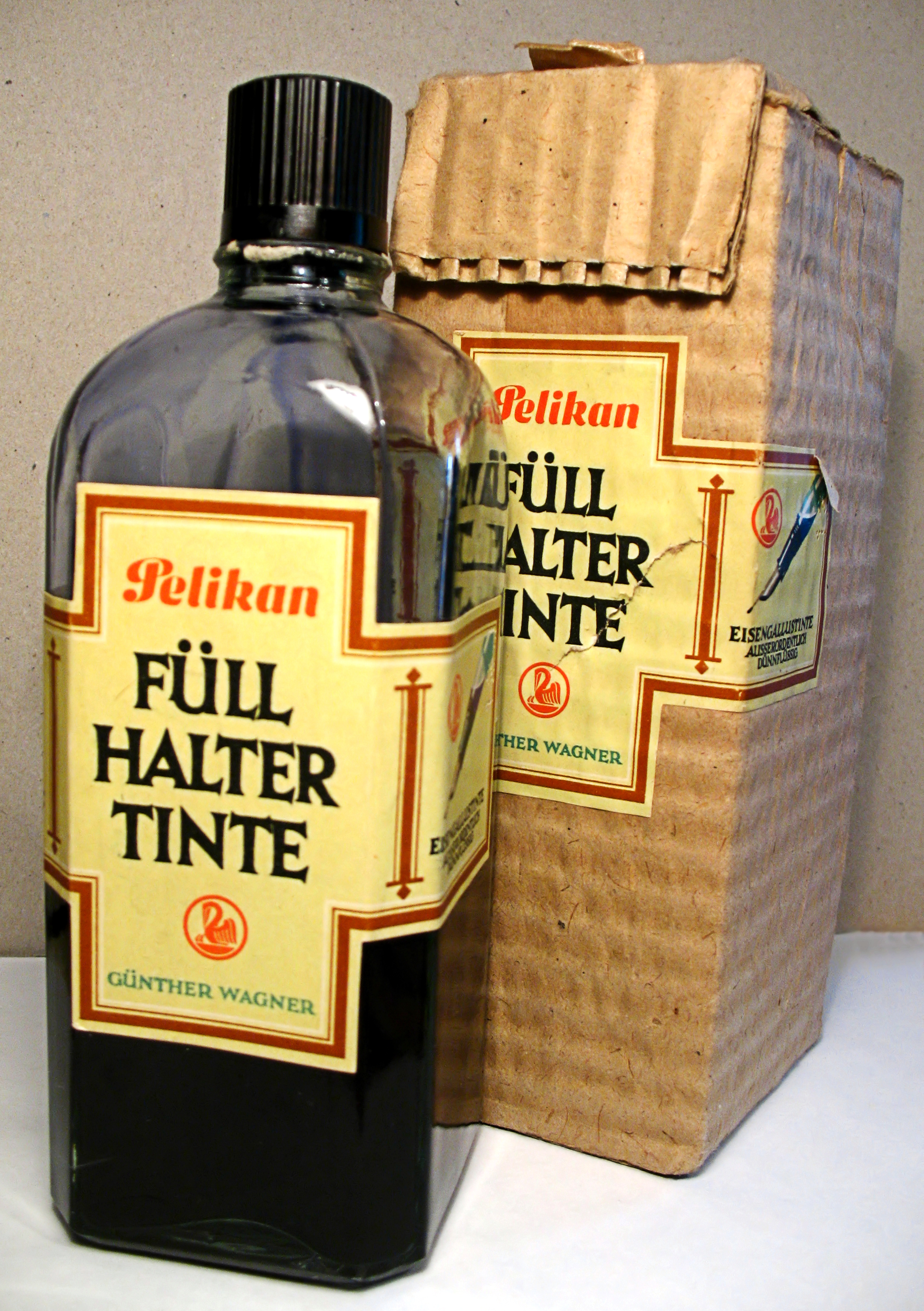
Eisengallustinte

Der Gallapfel enthält bis zu 60 % Gallusgerbsäure (Tannin) und Gallussäure und schmeckt daher adstringent sauer. Der Absud von grob gemahlenen Galläpfeln liefert mit Eisensalzen (beispielsweise Eisen(II)-sulfat) tiefdunkle Verbindungen, die als schwarze Tinte, genannt Eisengallustinte, aber auch als Gerbstoff für das Gerben von Leder verwendet wurde. Auf den ehemaligen Standort einer auf die Verarbeitung von Galläpfeln spezialisierten Mühle weist der Name des Kaiserslauterer Stadtteils Galappmühle hin.
Neben dem Gallapfel gibt es noch Wucherungen an Eichen, die ebenfalls durch die Eiablage der Gallwespen ausgelöst werden, die nicht kugelförmig sind und nur 25–28 % Gerbstoffe enthalten. Sie werden Knopper (plural: Knoppern) genannt, wurden ebenfalls gewerblich genutzt und als Rohstoff gehandelt.
Es wird vermutet, dass die Rezeptur für Tinte aus Gallsäure im 1. Jahrhundert aus dem arabischen Raum nach Mitteleuropa kam. Schriftliche Beschreibungen datieren bis in das 3. Jahrhundert zurück.

## Heilkundliche Nutzung
Früher wurden Galläpfel, insbesondere die noch grünen und bitteren Eichengalläpfel (lateinisch früher auch gallae haleppenses genannt), auch zur Zubereitung von Arzneimitteln, etwa zur Behandlung von Hautflechten oder übermäßiger Menstruation, verwendet.